# Парла
Парла (ісп. Parla) — муніципалітет в Іспанії, у складі автономної спільноти Мадрид. Населення — 120 182 особи (2010).
Муніципалітет розташований на відстані близько 20 км на південь від Мадрида.
На території муніципалітету розташовані такі населені пункти: (дані про населення за 2010 рік)
- Парла: 120182 особи
- Уманехос-і-Ель-Прадо: 0 осіб

## Демографія
Динаміка населення (INE ):

## Галерея зображень

Розташування муніципалітету у автономній спільноті Мадрид
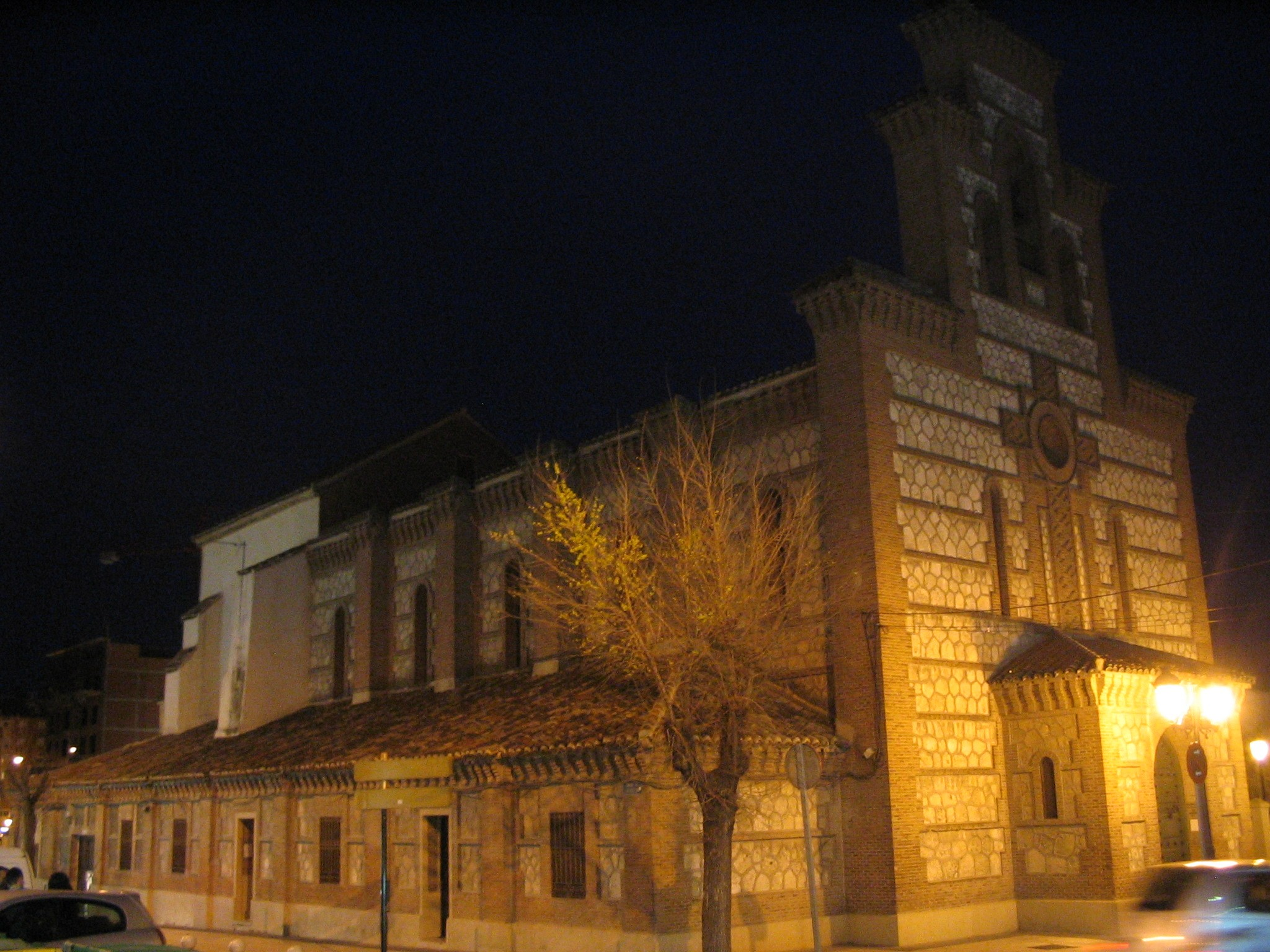
Церква Нуестра-Сеньйора-де-ла-Асунсьйон вночі